# حزب رفاه جانوران
حزب رفاه جانوران (به انگلیسی: Animal Welfare Party (AWP)) یک حزب سیاسی کوچک در بریتانیا است که بر روی یک پلتفرم رفاه جانوران، محیط زیست و بهداشت کارزار می‌کند.
در سپتامبر ۲۰۱۷، حزب نخستین نماینده منتخب خود را پس از جدایی جین اسمیت، عضو شورای شهر آلسیجر از حزب سبز به حزب رفاه جانوران به دست آورد.